# Моркунас Адольфас Каролісович
Адольфас Каролісович Моркунас (29 квітня 1935, село Палашменес, тепер Пакруоїський район, Шяуляйський повіт, Литва — ?) — радянський діяч, військовий, механізатор колгоспу «Тверячус» Ігналінського району Литовської РСР, 1-й секретар Ігналінського районного комітету КП Литви (КПРС). Член ЦК КПРС у 1990—1991 роках.

## Життєпис
З 1955 року служив у Радянській армії: радіотелеграфіст, курсант, командир взводу, командир роти, начальник штабу батальйону.
У 1959 році закінчив Далекосхідне вище загальновійськове командне училище.
Член КПРС з 1961 року.
У 1974—1985 роках — викладач, старший викладач, начальник циклу військової кафедри Бурятського сільськогосподарського інституту.
У 1985 році вийшов у відставку.
У 1986—1989 роках — завідувач механічними майстернями, в 1989—1991 роках — механізатор колгоспу «Тверячус» Ігналінського району Литовської РСР.
У 1991 році — 1-й секретар Ігналінського районного комітету КП Литви (КПРС).
Подальша доля невідома.